# Ilha das Laranjeiras

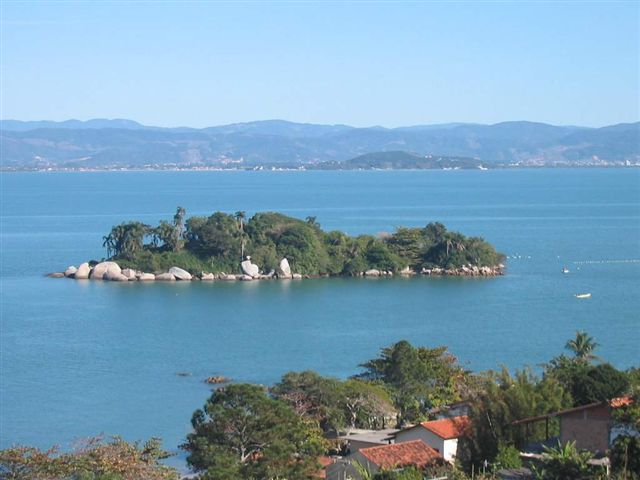
Ilha das Laranjeiras (Tapera da Base, Florianópolis, Santa Catarina, Brasil), vendo-se ao fundo as montanhas do continente.

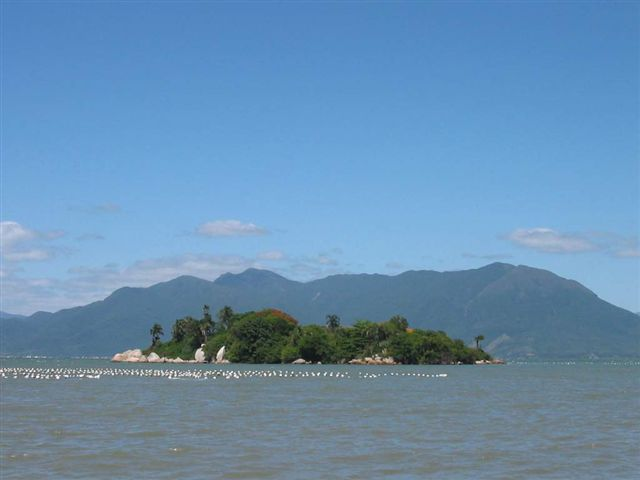
Ilha das Laranjeiras (Tapera da Base, Florianópolis, Santa Catarina, Brasil), vendo-se ao fundo os morros do maciço do Cambirela.

A Ilha das Laranjeiras localiza-se entre o sul da ilha de Santa Catarina e o continente, no litoral do estado de Santa Catarina, no Brasil. Integra o território do município de Florianópolis.
Dista pouco mais de 400 metros de uma pequena praia na localidade de Tapera, próxima à Base Aérea de Florianópolis.